# زيتاترون

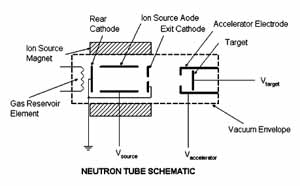
زيتاترون

زيتاترون (بالإنجليزية: Zetatron)‏ هو صمام مفرغ ذو جهد عال يولّد سيلًا من النيوترونات. هذا السيل قد يكون مستمرًا، أو على شكل نبض سريع متقطع. اخترعت بواسطة مختبرات سانديا الوطنية و قام بتصنيعها و تسويقها شركة Thermo Electron [الإنجليزية].
استخداماتها تشمل: عمل الأبحاث، الكشف عن المتفجرات، رصد الآبار، و تحليل الدهون في الجسم.